# Notoglanidium walkeri
Notoglanidium walkeri es una especie de pez de la familia Claroteidae en el orden de los Siluriformes.

## Morfología
• Los machos pueden llegar alcanzar los 12 cm de longitud total.

## Hábitat
Es un pez de agua dulce y de clima tropical.

## Distribución geográfica
Se encuentran en África: ríos  Ibi (Ghana) y  Agnébi (Costa de Marfil ).